# Danny Gottlieb
Danny Gottlieb, född 1953, är en amerikansk frilanstrummis som har spelat i bland annat Pat Metheny Group och Mahavishnu Orchestra. Han tog sin examen 1975 vid University of Miami. Han har tagit privatlektioner med kända jazztrummisar som Joe Morello, Mel Lewis, Gary Chester, Bob Moses, Ed Soph och Jack DeJohnette. Han är också en medlem i jazzfakultet i University of North Florida där han undervisar flera veckor under året. Han har även spelat med Sting, David Byrne, Herbie Hancock, Chick Corea, Jim Hall, Miroslav Vitous, Wayne Shorter, Larry Coryell med flera.

## Diskografi i urval
- Aquamarine
- Whirlwind
- Brooklyn Blues
- Beautiful Ballads
- Best of
- Back to the Past